# 禅果寺遗址
禅果寺遗址位于邯郸市武安市活水乡口上村寺沟东500余米的定晋岩山岩下，由东汉到南北朝的东魏佛教建筑及民国初年的历代重要石刻组成，是目前武安市保存最早、最完整的建筑遗址和石刻。2013年公布为全国重点文物保护单位。